# French Montana/Auszeichnungen für Musikverkäufe

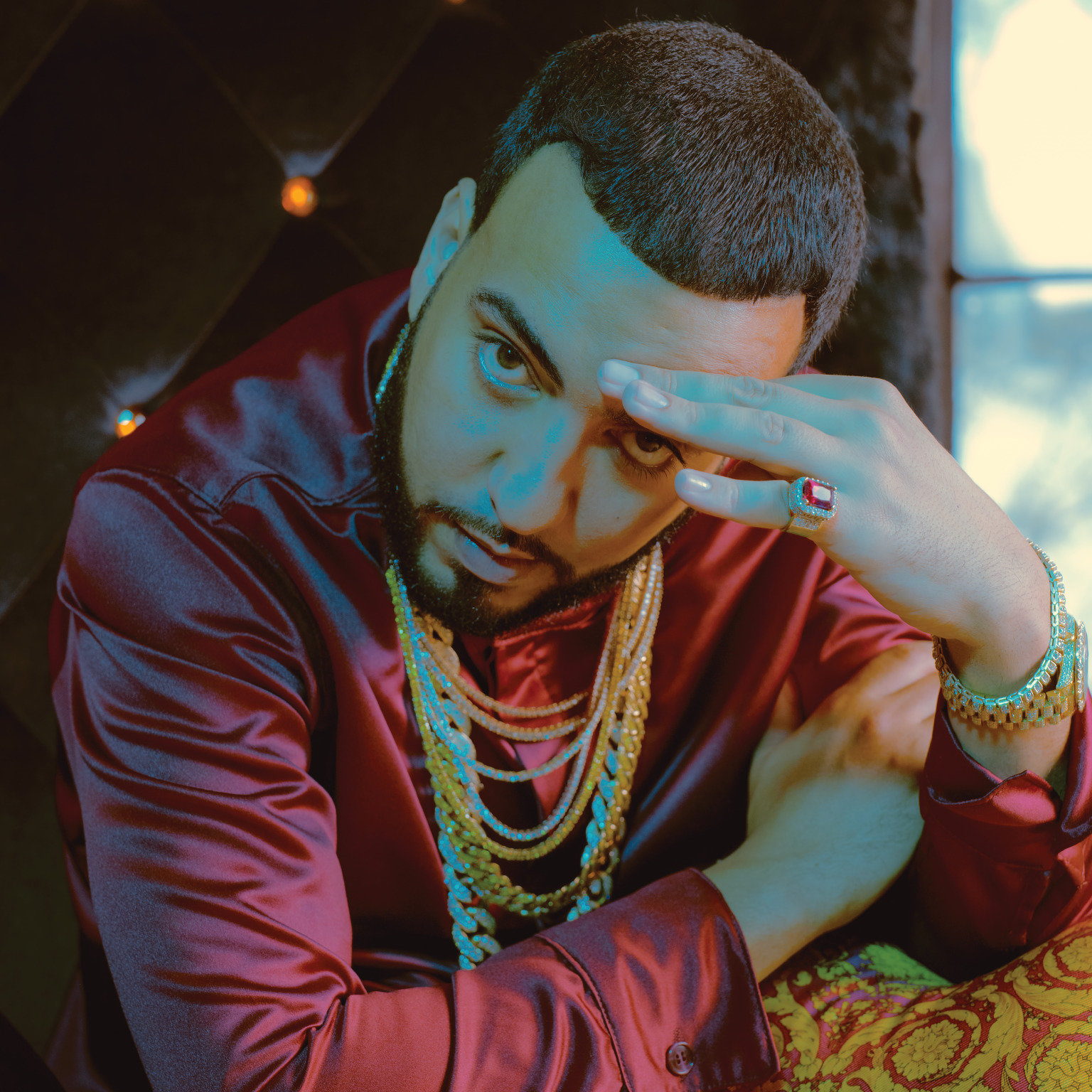
French Montana (2017)

Dies ist eine Übersicht über die Auszeichnungen für Musikverkäufe des US-amerikanischen Rappers und Sängers French Montana. Die Auszeichnungen finden sich nach ihrer Art (Gold, Platin usw.), nach Staaten getrennt in chronologischer Reihenfolge, geordnet sowie nach den Tonträgern selbst, ebenfalls in chronologischer Reihenfolge, getrennt nach Medium (Alben, Singles usw.), wieder.

## Auszeichnungen
| - Vereinigtes Königreich - 2018: für die Single Dirty Sexy Money - 2024: für die Single Welcome to the Party - 2024: für die Single Stay Schemin’ - Australien - 2019: für die Single Just Got Paid - 2019: für die Single Creep On Me - Brasilien - 2024: für die Single Just Got Paid - 2024: für die Single Feelin’ Myself - Dänemark - 2014: für das Streaming Feelin’ Myself - 2018: für das Album Jungle Rules - 2019: für die Single Tip Toe - 2020: für die Single No Stylist - 2021: für die Single All the Way Up - Deutschland - 2021: für die Single Maghreb Gang - 2023: für die Single No Stylist - Frankreich - 2018: für die Single Dirty Sexy Money - 2020: für die Single Hurtin’ Me - Italien - 2019: für die Single All the Way Up - 2023: für das Lied Puto - Kanada - 2019: für die Single Writing on the Wall - 2019: für die Single Slide - 2019: für das Lied Famous - 2019: für die Single Hurtin’ Me - 2019: für die Single Creep On Me - 2020: für das Album Montana - Neuseeland - 2019: für die Single No Stylist - 2019: für die Single Just Got Paid - 2020: für die Single Welcome to the Party - Niederlande - 2018: für die Single Tip Toe - Peru - 2017: für die Single Unforgettable - Polen - 2019: für die Single Just Got Paid - 2019: für die Single No Stylist - 2019: für die Single Welcome to the Party - 2024: für das Album Jungle Rules - Schweden - 2015: für die Single Feelin’ Myself - Schweiz - 2018: für das Album Jungle Rules - 2018: für die Single Creep on Me - Spanien - 2023: für die Single Tip Toe - Vereinigte Staaten - 2018: für die Single Tip Toe - 2019: für das Album Montana - 2020: für die Single Freaks - 2020: für die Single Bad Bitch - 2020: für die Single Slide - 2020: für die Single Writing on the Wall - 2023: für die Single Wiggle It - 2023: für die Single Mopstick - Vereinigtes Königreich - 2022: für die Single All the Way Up | - Australien - 2018: für die Single Dirty Sexy Money - 2019: für die Single No Stylist - 2019: für die Single Tip Toe - 2020: für die Single Welcome to the Party - Belgien - 2017: für die Single Unforgettable - Dänemark - 2023: für die Single Loyal - Deutschland - 2019: für die Single Tip Toe - Frankreich - 2018: für die Single All the Way Up - 2021: für die Single Corazón - Kanada - 2018: für das Album Jungle Rules - 2019: für die Single Pop That - 2019: für die Single A Lie - 2020: für die Single Lockjaw - 2020: für die Single No Shopping - 2022: für die Single Just Got Paid - Neuseeland - 2015: für die Single Feelin’ Myself - 2018: für die Single Dirty Sexy Money - 2019: für die Single Tip Toe - 2020: für die Single All the Way Up - 2021: für das Album Jungle Rules - Niederlande - 2017: für die Single Unforgettable - Österreich - 2018: für die Single Unforgettable - 2023: für die Single Tip Toe - Vereinigte Staaten - 2017: für die Single No Shopping - 2020: für das Album Jungle Rules - 2020: für die Single Ain’t Worried About Nothin’ - 2020: für die Single Olha a Explosão (Remix) (Latin) - 2020: für die Single Welcome to the Party - 2021: für die Single Stay Schemin’ - 2022: für das Album Excuse My French - Vereinigtes Königreich - 2018: für die Single Tip Toe - 2020: für die Single Feelin’ Myself - 2020: für die Single Just Got Paid - 2024: für die Single No Stylist - Italien - 2024: für die Single Unforgettable - Kanada - 2023: für die Single Tip Toe - Spanien - 2024: für die Single Unforgettable - Vereinigte Staaten - 2019: für die Single Lockjaw - 2020: für die Single Pop That - 2023: für die Single No Stylist - Vereinigtes Königreich - 2025: für die Single Hurtin’ Me | - Deutschland - 2023: für die Single Unforgettable - Griechenland - 2025: für die Single Unforgettable - Kanada - 2020: für die Single No Stylist - Mexiko - 2022: für die Single Unforgettable - Polen - 2024: für die Single Unforgettable - Vereinigte Staaten - 2021: für die Single All the Way Up - 2021: für die Single Work (Remix) - Dänemark - 2025: für die Single Unforgettable - Mexiko - 2023: für die Single GPS - Schweiz - 2018: für die Single Unforgettable - Vereinigte Staaten - 2021: für die Single GPS (Latin) - Schweden - 2017: für die Single Unforgettable - Portugal - 2024: für die Single Unforgettable - Vereinigtes Königreich - 2024: für die Single Unforgettable - Neuseeland - 2024: für die Single Unforgettable - Vereinigte Staaten - 2023: für die Single Unforgettable - Australien - 2024: für die Single Unforgettable - Frankreich - 2017: für die Single Unforgettable - 2023: für das Lied A.W.A. - Kanada - 2019: für die Single Unforgettable |

## Auszeichnungen nach Alben

### Excuse My French
| Land/Region               | Auszeichnungen für Musikverkäufe (Land/Region, Auszeichnung, Verkäufe) | Verkäufe  |
| ------------------------- | ---------------------------------------------------------------------- | --------- |
| Vereinigte Staaten (RIAA) | Platin                                                                 | 1.000.000 |
| Insgesamt                 | 1× Platin ·                                                            | 1.000.000 |

### Jungle Rules
| Land/Region               | Auszeichnungen für Musikverkäufe (Land/Region, Auszeichnung, Verkäufe) | Verkäufe  |
| ------------------------- | ---------------------------------------------------------------------- | --------- |
| Dänemark (IFPI)           | Gold                                                                   | 10.000    |
| Kanada (MC)               | Platin                                                                 | 80.000    |
| Neuseeland (RMNZ)         | Platin                                                                 | 15.000    |
| Polen (ZPAV)              | Gold                                                                   | 10.000    |
| Schweiz (IFPI)            | Gold                                                                   | 10.000    |
| Vereinigte Staaten (RIAA) | Platin                                                                 | 1.000.000 |
| Insgesamt                 | 3× Gold · 3× Platin ·                                                  | 1.125.000 |

### Montana
| Land/Region               | Auszeichnungen für Musikverkäufe (Land/Region, Auszeichnung, Verkäufe) | Verkäufe  |
| ------------------------- | ---------------------------------------------------------------------- | --------- |
| Kanada (MC)               | Gold                                                                   | 40.000    |
| Vereinigte Staaten (RIAA) | Gold                                                                   | 500.000   |
| Insgesamt                 | 2× Gold ·                                                              | 1.040.000 |

## Auszeichnungen nach Singles

### Stay Schemin’
| Land/Region                  | Auszeichnungen für Musikverkäufe (Land/Region, Auszeichnung, Verkäufe) | Verkäufe  |
| ---------------------------- | ---------------------------------------------------------------------- | --------- |
| Vereinigte Staaten (RIAA)    | Platin                                                                 | 1.000.000 |
| Vereinigtes Königreich (BPI) | Silber                                                                 | 200.000   |
| Insgesamt                    | 1× Silber · 1× Platin ·                                                | 1.200.000 |

### Pop That
| Land/Region               | Auszeichnungen für Musikverkäufe (Land/Region, Auszeichnung, Verkäufe) | Verkäufe  |
| ------------------------- | ---------------------------------------------------------------------- | --------- |
| Kanada (MC)               | Platin                                                                 | 80.000    |
| Vereinigte Staaten (RIAA) | 2× Platin                                                              | 2.000.000 |
| Insgesamt                 | 3× Platin ·                                                            | 2.080.000 |

### Freaks
| Land/Region               | Auszeichnungen für Musikverkäufe (Land/Region, Auszeichnung, Verkäufe) | Verkäufe |
| ------------------------- | ---------------------------------------------------------------------- | -------- |
| Vereinigte Staaten (RIAA) | Gold                                                                   | 500.000  |
| Insgesamt                 | 1× Gold ·                                                              | 500.000  |

### Work (Remix)
| Land/Region               | Auszeichnungen für Musikverkäufe (Land/Region, Auszeichnung, Verkäufe) | Verkäufe  |
| ------------------------- | ---------------------------------------------------------------------- | --------- |
| Vereinigte Staaten (RIAA) | Platin                                                                 | 3.000.000 |
| Insgesamt                 | 1× Platin ·                                                            | 3.000.000 |

### Ain’t Worried About Nothin’
| Land/Region               | Auszeichnungen für Musikverkäufe (Land/Region, Auszeichnung, Verkäufe) | Verkäufe  |
| ------------------------- | ---------------------------------------------------------------------- | --------- |
| Vereinigte Staaten (RIAA) | Platin                                                                 | 1.000.000 |
| Insgesamt                 | 1× Platin ·                                                            | 1.000.000 |

### Feelin’ Myself
| Land/Region                  | Auszeichnungen für Musikverkäufe (Land/Region, Auszeichnung, Verkäufe) | Verkäufe |
| ---------------------------- | ---------------------------------------------------------------------- | -------- |
| Brasilien (PMB)              | Gold                                                                   | 30.000   |
| Neuseeland (RMNZ)            | Platin                                                                 | 15.000   |
| Schweden (IFPI)              | Gold                                                                   | 20.000   |
| Vereinigtes Königreich (BPI) | Platin                                                                 | 600.000  |
| Insgesamt                    | 2× Gold · 2× Platin ·                                                  | 665.000  |

### Loyal
| Land/Region     | Auszeichnungen für Musikverkäufe (Land/Region, Auszeichnung, Verkäufe) | Verkäufe |
| --------------- | ---------------------------------------------------------------------- | -------- |
| Dänemark (IFPI) | Platin                                                                 | 90.000   |
| Insgesamt       | 1× Platin ·                                                            | 90.000   |

### Bad Bitch
| Land/Region               | Auszeichnungen für Musikverkäufe (Land/Region, Auszeichnung, Verkäufe) | Verkäufe |
| ------------------------- | ---------------------------------------------------------------------- | -------- |
| Vereinigte Staaten (RIAA) | Gold                                                                   | 500.000  |
| Insgesamt                 | 1× Gold ·                                                              | 500.000  |

### All the Way Up
| Land/Region                  | Auszeichnungen für Musikverkäufe (Land/Region, Auszeichnung, Verkäufe) | Verkäufe  |
| ---------------------------- | ---------------------------------------------------------------------- | --------- |
| Dänemark (IFPI)              | Gold                                                                   | 45.000    |
| Frankreich (SNEP)            | Platin                                                                 | 133.333   |
| Italien (FIMI)               | Gold                                                                   | 25.000    |
| Neuseeland (RMNZ)            | Platin                                                                 | 30.000    |
| Vereinigte Staaten (RIAA)    | 3× Platin                                                              | 3.000.000 |
| Vereinigtes Königreich (BPI) | Gold                                                                   | 400.000   |
| Insgesamt                    | 3× Gold · 5× Platin ·                                                  | 3.633.333 |

### Lockjaw
| Land/Region               | Auszeichnungen für Musikverkäufe (Land/Region, Auszeichnung, Verkäufe) | Verkäufe  |
| ------------------------- | ---------------------------------------------------------------------- | --------- |
| Kanada (MC)               | Platin                                                                 | 80.000    |
| Vereinigte Staaten (RIAA) | 2× Platin                                                              | 2.000.000 |
| Insgesamt                 | 3× Platin ·                                                            | 2.080.000 |

### No Shopping
| Land/Region               | Auszeichnungen für Musikverkäufe (Land/Region, Auszeichnung, Verkäufe) | Verkäufe  |
| ------------------------- | ---------------------------------------------------------------------- | --------- |
| Kanada (MC)               | Platin                                                                 | 80.000    |
| Vereinigte Staaten (RIAA) | Platin                                                                 | 1.000.000 |
| Insgesamt                 | 2× Platin ·                                                            | 1.080.000 |

### Unforgettable
| Land/Region                  | Auszeichnungen für Musikverkäufe (Land/Region, Auszeichnung, Verkäufe) | Verkäufe   |
| ---------------------------- | ---------------------------------------------------------------------- | ---------- |
| Australien (ARIA)            | 13× Platin                                                             | 910.000    |
| Belgien (BRMA)               | Platin                                                                 | 40.000     |
| Dänemark (IFPI)              | 4× Platin                                                              | 360.000    |
| Deutschland (BVMI)           | 3× Platin                                                              | 1.200.000  |
| Frankreich (SNEP)            | Diamant                                                                | 233.333    |
| Griechenland (IFPI)          | 3× Platin                                                              | 60.000     |
| Italien (FIMI)               | 2× Platin                                                              | 200.000    |
| Kanada (MC)                  | Diamant                                                                | 800.000    |
| Mexiko (AMPROFON)            | 3× Platin                                                              | 180.000    |
| Neuseeland (RMNZ)            | 7× Platin                                                              | 210.000    |
| Niederlande (NVPI)           | Platin                                                                 | 40.000     |
| Österreich (IFPI)            | Platin                                                                 | 30.000     |
| Peru (UNIMPRO)               | Gold                                                                   | 3.000      |
| Polen (ZPAV)                 | 3× Platin                                                              | 150.000    |
| Portugal (AFP)               | 6× Platin                                                              | 60.000     |
| Schweden (IFPI)              | 5× Platin                                                              | 200.000    |
| Schweiz (IFPI)               | 4× Platin                                                              | 80.000     |
| Spanien (Promusicae)         | 2× Platin                                                              | 120.000    |
| Vereinigte Staaten (RIAA)    | 11× Platin                                                             | 11.000.000 |
| Vereinigtes Königreich (BPI) | 6× Platin                                                              | 3.600.000  |
| Insgesamt                    | 1× Gold · 65× Platin · 3× Diamant ·                                    | 19.476.333 |

### Hurtin’ Me
| Land/Region                  | Auszeichnungen für Musikverkäufe (Land/Region, Auszeichnung, Verkäufe) | Verkäufe  |
| ---------------------------- | ---------------------------------------------------------------------- | --------- |
| Frankreich (SNEP)            | Gold                                                                   | 100.000   |
| Kanada (MC)                  | Gold                                                                   | 40.000    |
| Vereinigtes Königreich (BPI) | 2× Platin                                                              | 1.200.000 |
| Insgesamt                    | 2× Gold · 2× Platin ·                                                  | 1.340.000 |

### A Lie
| Land/Region | Auszeichnungen für Musikverkäufe (Land/Region, Auszeichnung, Verkäufe) | Verkäufe |
| ----------- | ---------------------------------------------------------------------- | -------- |
| Kanada (MC) | Platin                                                                 | 80.000   |
| Insgesamt   | 1× Platin ·                                                            | 80.000   |

### Dirty Sexy Money
| Land/Region                  | Auszeichnungen für Musikverkäufe (Land/Region, Auszeichnung, Verkäufe) | Verkäufe |
| ---------------------------- | ---------------------------------------------------------------------- | -------- |
| Australien (ARIA)            | Platin                                                                 | 70.000   |
| Frankreich (SNEP)            | Gold                                                                   | 66.666   |
| Neuseeland (RMNZ)            | Platin                                                                 | 30.000   |
| Vereinigtes Königreich (BPI) | Silber                                                                 | 200.000  |
| Insgesamt                    | 1× Silber · 1× Gold · 2× Platin ·                                      | 366.666  |

### Tip Toe
| Land/Region                  | Auszeichnungen für Musikverkäufe (Land/Region, Auszeichnung, Verkäufe) | Verkäufe  |
| ---------------------------- | ---------------------------------------------------------------------- | --------- |
| Australien (ARIA)            | Platin                                                                 | 70.000    |
| Dänemark (IFPI)              | Gold                                                                   | 45.000    |
| Deutschland (BVMI)           | Platin                                                                 | 400.000   |
| Kanada (MC)                  | 2× Platin                                                              | 160.000   |
| Neuseeland (RMNZ)            | Platin                                                                 | 30.000    |
| Niederlande (NVPI)           | Gold                                                                   | 40.000    |
| Österreich (IFPI)            | Platin                                                                 | 30.000    |
| Spanien (Promusicae)         | Gold                                                                   | 30.000    |
| Vereinigte Staaten (RIAA)    | Gold                                                                   | 500.000   |
| Vereinigtes Königreich (BPI) | Platin                                                                 | 600.000   |
| Insgesamt                    | 4× Gold · 7× Platin ·                                                  | 1.905.000 |

### GPS
| Land/Region               | Auszeichnungen für Musikverkäufe (Land/Region, Auszeichnung, Verkäufe) | Verkäufe |
| ------------------------- | ---------------------------------------------------------------------- | -------- |
| Mexiko (AMPROFON)         | 4× Platin                                                              | 240.000  |
| Vereinigte Staaten (RIAA) | 4× Platin                                                              | 240.000  |
| Insgesamt                 | 8× Platin ·                                                            | 480.000  |

### Olha a Explosão (Remix)
| Land/Region               | Auszeichnungen für Musikverkäufe (Land/Region, Auszeichnung, Verkäufe) | Verkäufe |
| ------------------------- | ---------------------------------------------------------------------- | -------- |
| Vereinigte Staaten (RIAA) | Platin                                                                 | 60.000   |
| Insgesamt                 | 1× Platin ·                                                            | 60.000   |

### Welcome to the Party
| Land/Region                  | Auszeichnungen für Musikverkäufe (Land/Region, Auszeichnung, Verkäufe) | Verkäufe  |
| ---------------------------- | ---------------------------------------------------------------------- | --------- |
| Australien (ARIA)            | Platin                                                                 | 70.000    |
| Neuseeland (RMNZ)            | Gold                                                                   | 15.000    |
| Polen (ZPAV)                 | Gold                                                                   | 10.000    |
| Vereinigte Staaten (RIAA)    | Platin                                                                 | 1.000.000 |
| Vereinigtes Königreich (BPI) | Silber                                                                 | 200.000   |
| Insgesamt                    | 1× Silber · 2× Gold · 2× Platin ·                                      | 1.295.000 |

### Corazón
| Land/Region       | Auszeichnungen für Musikverkäufe (Land/Region, Auszeichnung, Verkäufe) | Verkäufe |
| ----------------- | ---------------------------------------------------------------------- | -------- |
| Frankreich (SNEP) | Platin                                                                 | 200.000  |
| Insgesamt         | 1× Platin ·                                                            | 200.000  |

### Creep on Me
| Land/Region       | Auszeichnungen für Musikverkäufe (Land/Region, Auszeichnung, Verkäufe) | Verkäufe |
| ----------------- | ---------------------------------------------------------------------- | -------- |
| Australien (ARIA) | Gold                                                                   | 35.000   |
| Kanada (MC)       | Gold                                                                   | 40.000   |
| Schweiz (IFPI)    | Gold                                                                   | 10.000   |
| Insgesamt         | 3× Gold ·                                                              | 85.000   |

### Just Got Paid
| Land/Region                  | Auszeichnungen für Musikverkäufe (Land/Region, Auszeichnung, Verkäufe) | Verkäufe |
| ---------------------------- | ---------------------------------------------------------------------- | -------- |
| Australien (ARIA)            | Gold                                                                   | 35.000   |
| Brasilien (PMB)              | Gold                                                                   | 20.000   |
| Kanada (MC)                  | Platin                                                                 | 80.000   |
| Neuseeland (RMNZ)            | Gold                                                                   | 15.000   |
| Polen (ZPAV)                 | Gold                                                                   | 10.000   |
| Vereinigtes Königreich (BPI) | Platin                                                                 | 600.000  |
| Insgesamt                    | 4× Gold · 2× Platin ·                                                  | 760.000  |

### No Stylist
| Land/Region                  | Auszeichnungen für Musikverkäufe (Land/Region, Auszeichnung, Verkäufe) | Verkäufe  |
| ---------------------------- | ---------------------------------------------------------------------- | --------- |
| Australien (ARIA)            | Platin                                                                 | 70.000    |
| Dänemark (IFPI)              | Gold                                                                   | 45.000    |
| Deutschland (BVMI)           | Gold                                                                   | 200.000   |
| Kanada (MC)                  | 3× Platin                                                              | 240.000   |
| Neuseeland (RMNZ)            | Gold                                                                   | 15.000    |
| Polen (ZPAV)                 | Gold                                                                   | 10.000    |
| Vereinigte Staaten (RIAA)    | 2× Platin                                                              | 2.000.000 |
| Vereinigtes Königreich (BPI) | Platin                                                                 | 600.000   |
| Insgesamt                    | 4× Gold · 7× Platin ·                                                  | 3.180.000 |

### Slide
| Land/Region               | Auszeichnungen für Musikverkäufe (Land/Region, Auszeichnung, Verkäufe) | Verkäufe |
| ------------------------- | ---------------------------------------------------------------------- | -------- |
| Kanada (MC)               | Gold                                                                   | 40.000   |
| Vereinigte Staaten (RIAA) | Gold                                                                   | 500.000  |
| Insgesamt                 | 2× Gold ·                                                              | 540.000  |

### Maghreb Gang
| Land/Region        | Auszeichnungen für Musikverkäufe (Land/Region, Auszeichnung, Verkäufe) | Verkäufe |
| ------------------ | ---------------------------------------------------------------------- | -------- |
| Deutschland (BVMI) | Gold                                                                   | 200.000  |
| Insgesamt          | 1× Gold ·                                                              | 200.000  |

### Wiggle It
| Land/Region               | Auszeichnungen für Musikverkäufe (Land/Region, Auszeichnung, Verkäufe) | Verkäufe |
| ------------------------- | ---------------------------------------------------------------------- | -------- |
| Vereinigte Staaten (RIAA) | Gold                                                                   | 500.000  |
| Insgesamt                 | 1× Gold ·                                                              | 500.000  |

### Writing on the Wall
| Land/Region               | Auszeichnungen für Musikverkäufe (Land/Region, Auszeichnung, Verkäufe) | Verkäufe |
| ------------------------- | ---------------------------------------------------------------------- | -------- |
| Kanada (MC)               | Gold                                                                   | 40.000   |
| Vereinigte Staaten (RIAA) | Gold                                                                   | 500.000  |
| Insgesamt                 | 2× Gold ·                                                              | 540.000  |

### Mopstick
| Land/Region               | Auszeichnungen für Musikverkäufe (Land/Region, Auszeichnung, Verkäufe) | Verkäufe |
| ------------------------- | ---------------------------------------------------------------------- | -------- |
| Vereinigte Staaten (RIAA) | Gold                                                                   | 500.000  |
| Insgesamt                 | 1× Gold ·                                                              | 500.000  |

## Auszeichnungen nach Liedern

### A.W.A.
| Land/Region       | Auszeichnungen für Musikverkäufe (Land/Region, Auszeichnung, Verkäufe) | Verkäufe |
| ----------------- | ---------------------------------------------------------------------- | -------- |
| Frankreich (SNEP) | Diamant                                                                | 333.333  |
| Insgesamt         | 1× Diamant ·                                                           | 333.333  |

### Famous
| Land/Region | Auszeichnungen für Musikverkäufe (Land/Region, Auszeichnung, Verkäufe) | Verkäufe |
| ----------- | ---------------------------------------------------------------------- | -------- |
| Kanada (MC) | Gold                                                                   | 40.000   |
| Insgesamt   | 1× Gold ·                                                              | 40.000   |

### Puto
| Land/Region    | Auszeichnungen für Musikverkäufe (Land/Region, Auszeichnung, Verkäufe) | Verkäufe |
| -------------- | ---------------------------------------------------------------------- | -------- |
| Italien (FIMI) | Gold                                                                   | 50.000   |
| Insgesamt      | 1× Gold ·                                                              | 50.000   |

## Auszeichnungen nach Musikstreaming

### Feelin’ Myself
| Land/Region     | Auszeichnungen für Musikverkäufe (Land/Region, Auszeichnung, Verkäufe) | Verkäufe |
| --------------- | ---------------------------------------------------------------------- | -------- |
| Dänemark (IFPI) | Gold                                                                   | 900.000  |
| Insgesamt       | 1× Gold ·                                                              | 900.000  |

## Statistik und Quellen
| Land/RegionAuszeichnungen für Musikverkäufe (Land/Region, Auszeichnungen, Verkäufe, Quellen) | Silber     | Gold       | Platin         | Diamant     | Verkäufe   | Quellen              |
| -------------------------------------------------------------------------------------------- | ---------- | ---------- | -------------- | ----------- | ---------- | -------------------- |
| Australien (ARIA)                                                                            | —          | 2× Gold2   | 17× Platin17   | —           | 1.260.000  | aria.com.au          |
| Belgien (BRMA)                                                                               | —          | —          | Platin1        | —           | 30.000     | ultratop.be          |
| Brasilien (PMB)                                                                              | —          | 2× Gold2   | —              | —           | 50.000     | pro-musicabr.org.br  |
| Dänemark (IFPI)                                                                              | —          | 5× Gold5   | 5× Platin5     | —           | 595.000    | ifpi.dk              |
| Deutschland (BVMI)                                                                           | —          | 2× Gold2   | 4× Platin4     | —           | 2.000.000  | musikindustrie.de    |
| Frankreich (SNEP)                                                                            | —          | 2× Gold2   | 2× Platin2     | 2× Diamant2 | 1.066.665  | snepmusique.com      |
| Griechenland (IFPI)                                                                          | —          | —          | 3× Platin3     | —           | 60.000     | Einzelnachweise      |
| Italien (FIMI)                                                                               | —          | 2× Gold2   | 2× Platin2     | —           | 275.000    | fimi.it              |
| Kanada (MC)                                                                                  | —          | 6× Gold6   | 11× Platin11   | Diamant1    | 1.920.000  | musiccanada.com      |
| Mexiko (AMPROFON)                                                                            | —          | —          | 7× Platin7     | —           | 420.000    | amprofon.com.mx      |
| Neuseeland (RMNZ)                                                                            | —          | 3× Gold3   | 12× Platin12   | —           | 375.000    | radioscope.co.nz NZ2 |
| Niederlande (NVPI)                                                                           | —          | Gold1      | Platin1        | —           | 80.000     | nvpi.nl              |
| Österreich (IFPI)                                                                            | —          | —          | 2× Platin2     | —           | 60.000     | ifpi.at              |
| Peru (UNIMPRO)                                                                               | —          | Gold1      | —              | —           | 3.000      | Einzelnachweise      |
| Polen (ZPAV)                                                                                 | —          | 4× Gold4   | 3× Platin3     | —           | 190.000    | olis.pl              |
| Portugal (AFP)                                                                               | —          | —          | 6× Platin6     | —           | 60.000     | Einzelnachweise      |
| Schweden (IFPI)                                                                              | —          | Gold1      | 5× Platin5     | —           | 220.000    | sverigetopplistan.se |
| Schweiz (IFPI)                                                                               | —          | 2× Gold2   | 4× Platin4     | —           | 100.000    | hitparade.ch         |
| Spanien (Promusicae)                                                                         | —          | Gold1      | 2× Platin2     | —           | 150.000    | elportaldemusica.es  |
| Vereinigte Staaten (RIAA)                                                                    | —          | 8× Gold8   | 24× Platin24   | Diamant1    | 33.300.000 | riaa.com             |
| Vereinigtes Königreich (BPI)                                                                 | 3× Silber3 | Gold1      | 12× Platin12   | —           | 7.800.000  | bpi.co.uk            |
| Insgesamt                                                                                    | 3× Silber3 | 43× Gold43 | 123× Platin123 | 4× Diamant4 |            |                      |